# Округ Вернон (Висконсин)
Округ Вернон (енгл. Vernon County) је округ у америчкој савезној држави Висконсин.

## Демографија
По попису из 2010. године број становника је 29.773, што је 1.717 (6,1%) становника више него 2000. године.
| Група             | 2000.          | 2010.          |
| Белци             | 27.617 (98,4%) | 28.873 (97,0%) |
| Афроамериканци    | 18 (0,1%)      | 109 (0,4%)     |
| Азијати           | 60 (0,2%)      | 92 (0,3%)      |
| Хиспаноамериканци | 186 (0,7%)     | 394 (1,3%)     |
| Укупно            | 28.056         | 29.773         |